# Romantische Ironie
Die romantische Ironie ist eine ästhetische Theorie zur Erstellung von Kunstwerken, die von den Theoretikern der Romantik eigens unter dieser Bezeichnung verhandelt wurde. Sie beschreibt ein ästhetisches Verfahren, das darin besteht, die Produktionsbedingungen von Kunst im Kunstwerk selbst zu reflektieren, (oder mit den Worten Friedrich Schlegels) das Produzierende mit dem Produkt darzustellen. Das Kunstwerk soll dabei in der Schwebe aus einem steten Wechsel aus Selbstschöpfung und Selbstvernichtung gehalten werden, und im Bezug sowohl auf inhaltliche als auch auf formale Elemente.

## Problematisierung
Die deutsche Romantik entwickelte vor allem mit Friedrich Schlegel einen eigenen und recht eigenwilligen theoretischen Begriff von Ironie in der Kunst, speziell in Literatur. Schwierig ist seine exakte Bestimmung – und eine praktische Ableitung – vor allem durch die eher schwammigen und oft widersprüchlich scheinenden theoretischen Definitionen durch die romantischen Theoretiker.
U. a. Adam Müller griff Schlegels Konzeption auf und erweiterte sie.
Die Umsetzbarkeit dieses theoretischen künstlerischen Verfahrens ist umstritten; vor allem Ludwig Tiecks dramaturgische Umsetzung des Märchens Der gestiefelte Kater wird jedoch gerne als Beispiel herangezogen.
Auch das Werk E.T.A. Hoffmanns wird immer wieder als Beispiel für eine praktische Umsetzung der romantischen Ironie gesehen. Allerdings ist auch diese Annahme kontrovers, da eine Kenntnis der literaturtheoretischen und literaturästhetischen Schriften Schlegels seitens Hoffmanns nicht eindeutig nachzuweisen ist. 
Kontrovers wurde seither vor allem verhandelt, ob die Anwendung einer romantischen Ironietechnik der Objektivierung des jeweiligen Kunstwerks dienen sollte oder im Gegenteil subjektive Willkür im Kunstwerk walten lässt. Romantische Ironie meint nicht einfach die ironische Brechung von romantischen Ästhetik-Elementen, vielmehr zählt sie sich selbst zu diesen Elementen romantischer Ästhetik. Romantische Ironie ist weder gänzlich zu trennen von Verfahren der ästhetischen Illusionsbrechung, noch mit solchen einfach gleichzusetzen – die nachträgliche Störung von zunächst aufgebauter ästhetischer Illusion gehört unter anderem zu ihrem Repertoire, aber auch das nachträgliche Unterlaufen von zuvor aufgestellten inhaltlichen Positionen.
Vor allem ist romantische Ironie eine historisch so benannte ästhetische Technik; sie beschreibt also gerade nicht einen überzeitlichen und eigenständigen Typus, sondern Elemente romantischer Ironie finden sich auch außerhalb der romantischen Ästhetik (unter anderen Bezeichnungen) wieder.

## Romantische Ironie bei Friedrich Schlegel

### Schlegels Objektivitätsbegriff
Die Vorstellung von (künstlerischer) Objektivität ist selbst nicht eindeutig festgelegt. Um 1800 hatte diese Vorstellung Konjunktur bei den deutschen Theoretikern: die Suche nach einer absoluten Wahrheit (und Realität), also nach einem Objektiven, überhaupt die Frage nach dessen Möglichkeit wurde heiß debattiert. Schlegel verstand Objektivität in einem betont ästhetischen Sinn. Objektivität bedeutet bei ihm die innere Übereinstimmung des Kunstwerks, dessen vollendete Gestalt, dessen vollkommene, schöne Organisation, die Vollständigkeit der Verknüpfungen und das rechte Maß der Verhältnisse darin, zwischen Allgemeine[m] und Einzelne[m] (Schlegel). Die innere Organisation der (zu seiner Zeit) modernen Kunst, ihr Maßverhältnis, ihren Stil versucht Schlegel zu bestimmen aus der Freiheit als dem Prinzip der Individualität von Künstler und Kunstwerk. Freiheit und Individualität erinnern natürlich an subjektive Willkür, aber gerade Unverantwortlichkeit liegt Schlegel fern (s. u.). Problematisch bei dieser Bestimmung ist also die Verbindung eines Organisationsprinzips von Kunst mit dem Prinzip der Freiheit. Hier greift Schlegel zur Philosophie Fichtes.

### Dertranszendentale StandpunktFichtes
Nach Johann Gottlieb Fichte ist die objektive Welt ein vom Ich gesetztes und mit diesem in unlösbarem Wechselbezug stehendes Nicht-Ich. Das Ich bestimmt sich also, indem es sich zu dem Äußeren, dem Nicht-Ich absetzt; die Grenze um das Ich legt demnach auch das Nicht-Ich fest und umgekehrt. Wendet sich aber das Ich diesem Verhältnis zu, dann wird ihm bewusst, dass die Wechselwirkung zwischen Ich und Nicht-Ich im Grunde eine Wechselwirkung des Ich mit sich selbst ist (Fichte). Diesen Gesichtspunkt, nachdem dann auch Reales und Ideales im Ich eigentlich ein und dasselbe sind, nennt Fichte transzendental.
Dieser Begriff war zu Schlegels Zeit nicht neu, sondern bezieht sich absichtlich auf einen gleichlautenden Terminus bei Immanuel Kant. Mit transzendental bezeichnet Kant eine Reflexionshaltung, die sich nicht mehr nur auf die objektive Seinsweise der Gegenstände richtet, sondern diese immer im Zusammenhang mit dem Subjekt der Erkenntnis betrachtet. Die individuelle Sicht rückte also bei der Frage nach dem Objektiven ins Zentrum.
Bei Fichte bedeutet der transzendentale Standpunkt im Allgemeinen die Form des Zyklischen der Vernunft, die Wechselwirkung des Ich, von der oben die Rede war. Für Fichte ist das Ich bestimmt aus zwei Bewegungsrichtungen: einem zentrifugalen, schöpferischen, aus sich heraustretendem Streben und einem zentripetalen, wieder in sich zurückkehrenden und damit bestimmenden weil begrenzenden Streben.

### DasTranszendentalebei Schlegel
Schlegel sieht das Wesentliche des transzendentalen Standpunktes in dem darin angelegten dialektischen Vorgang: Aus These und Antithese wird eine Synthese gebildet. Er überträgt nun diesen transzendentalen Standpunkt auf die Dichtung: Das Setzen, das Aus-sich-Heraustreten und das In-sich-zurückkehren, d. h. das Reflektieren beschreibt seine Grundauffassung von Ironie.
Auch für Schlegel bestimmt sich die schöpferische Kraft aus zwei Polen: dem positiven, schöpferischen Streben aus Begeisterung und Enthusiasmus (vgl. Platon) und dem negativen, sich limitierenden, korrigierenden und beschränkenden Streben. Ironie ist nun für Schlegel ein steter Wechsel aus Selbstschöpfung und Selbstvernichtung, also ebenfalls die zyklische Form Fichtes: ein Reflektieren, ein Wechsel, dessen Schwebezustand er auch mit Selbstbeschränkung bezeichnet. Ironie ist also nicht aufhebende Skepsis, sondern die vermittelnde Zwischenstellung zwischen dichterischer Begeisterung und Skepsis; Ironie ist die Meisterung des künstlerischen Schaffens – und an dieser Stelle kommt wieder der Freiheitsbegriff Schlegels ins Spiel –, Ironie ist die Freiheit des Menschen und Künstlers vor sich selbst oder vor einer falschen oder zu starken Bindung an den künstlerischen Gegenstand und Aussagewillen (Strohschneider-Kohrs). Bis zur Ironie gebildet – ein Term, den Schlegel in seinen späteren Schriften häufig gebraucht – meint somit auch einen Grad von Vollkommenheit, der gerade wegen seiner Perfektion von Selbstkritik durchdrungen ist und in ein Gegenteiliges umschlagen kann.

### Schlegels drei Definitionen von Ironie
Jener stete Wechsel aus Selbstschöpfung und Selbstvernichtung, die Selbstbeschränkung (Schlegel) ist die erste von drei Grundauffassungen von Ironie in Schlegels Athenäum, die jedoch alle aufeinander aufbauen; sie beschreibt also das Verhältnis von Autor und Kunstwerk.
Daran schließt Schlegels Verständnis von Ironie als poetischer Reflexion an, wonach moderne Poesie nicht nur ihren Stoff in künstlerischer Reflexion und Selbstbespiegelung vereinen muss, sondern in jeder Darstellung sich selbst mit darzustellen hat. Sie muss also das Produzierende mit dem Produkt darstellen, Poesie der Poesie sein, muss das Verhältnis des Kunstwerks zu seinem Gegenstand und zu sich selbst reflektieren. Als formale Möglichkeiten nennt Schlegel den Buffo und die Parekbase, d. h. eine eigens in ein Werk betont einzufügende Ebene der Reflexion, die den Künstler, die Bedingungen und Prinzipien seiner Entstehung und Darstellung nennt.
Die dritte Auffassung von Ironie bei Schlegel ist eine mehr symbolhaft-philosophische. In Ironie ist demnach alles nur Zeichen, Mittel zur Anschauung des Ganzen, Ironie ist ein symbolisches Verständnis alles einzelnen und notwendig begrenzten Seins als Teil der unendlichen Lebensfülle, das Bewusstsein um die ewige Agilität, um das unendlich volle Chaos. Philosophie ist für Schlegel so auch die eigentliche Heimat der Ironie; Ironie ist ein philosophisches, kein poetisches Vermögen (Schlegel), also nicht die gewöhnliche rhetorische, sondern Sokratische Ironie – die kein feststehendes Wissen vermitteln, sondern die eigne Reflexion im wechselnden Strom von Frage und Antwort erreichen will. Die vollendete Ironie hört auf, Ironie zu sein und wird ernsthaft, sagt Schlegel. Denn weil sie sich selbst in Frage stellt, kann sie komisch sein, erreicht in ihrem beständigen Willen zu solcher Selbstkritik aber eben eine höherliegende Ernsthaftigkeit. In jenem ursprünglichen Sokratischen Sinne […] bedeutet die Ironie eben nichts andres, als dieses Erstaunen des denkenden Geistes über sich selbst, was sich oft in ein leises Lächeln auflöst. (Schlegel)